# Mokoritto
Il Mokoritto (in russo Мокоритто?) è un fiume della Siberia Orientale settentrionale, affluente di sinistra della Pjasina che scorre nel Tajmyrskij rajon del Territorio di Krasnojarsk, in Russia.
Il fiume scorre lungo il bordo occidentale del Bassopiano della Siberia settentrionale, nella penisola del Tajmyr; ha origine da un lago senza nome e dopo pochi chilometri attraversa il lago Mokoritto. Nel suo alto corso scorre in direzione sud poi svolta bruscamente in direzione settentrionale e infine nord-occidentale. Sfocia in un canale secondario della Pjasina (canale Mokoritto) a 197 km dalla foce. La lunghezza del fiume è di 310 km, l'area del bacino è di 4 500 km².